# Банка (шлюпка)

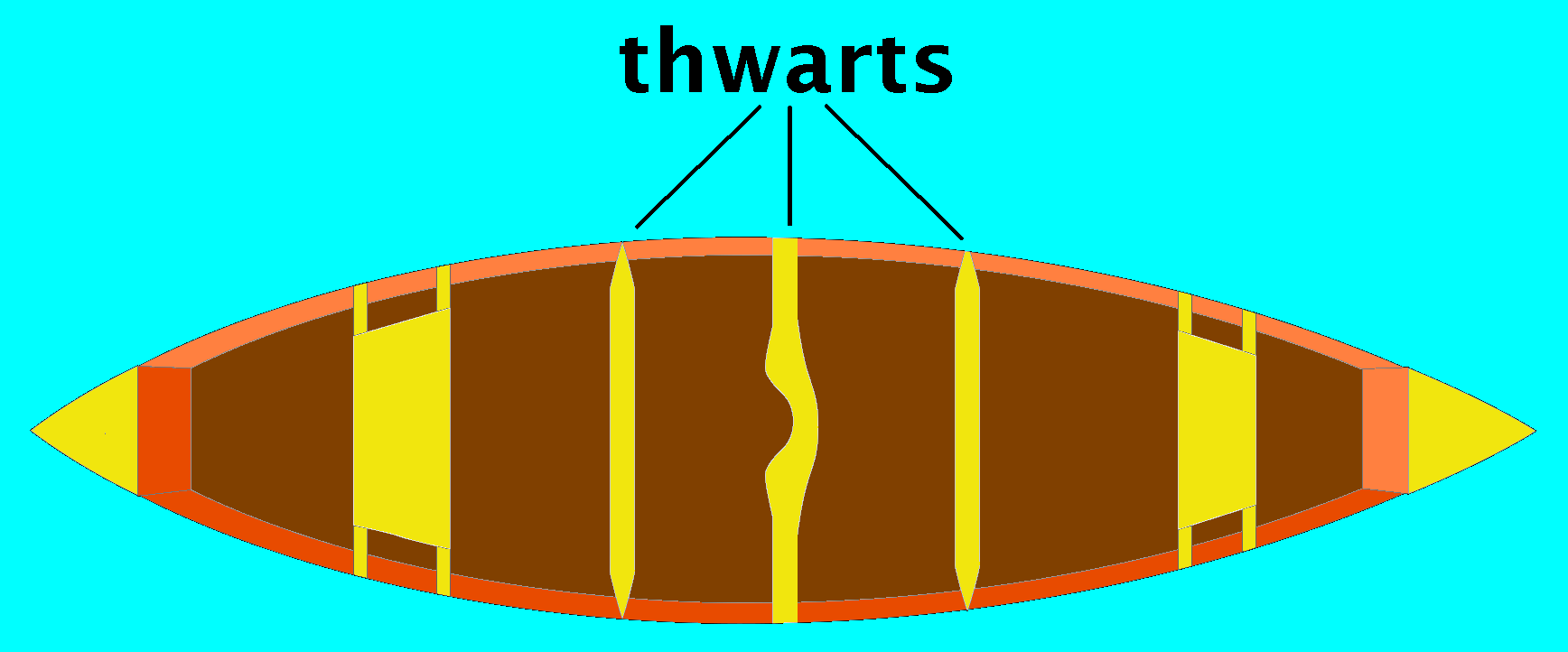
Банки на човні (позначені жовтим)

Банка (від нід. bank — «лавка») — дерев'яна дошка на шлюпці (човні, іншому весловому судні), що служить для запобігання поперечному здавлюванню шлюпки, а разом з тим сидінням для веслярів.
На шлюпці банки встановлюються своїми кінцями на поздовжні стрингери — підлегарси, відділяються одна від однієї розпірками — міжбанковими чаками. Зверху до бортів (шпангоутів) банка кріпиться дерев'яними або металевими кницями. Металева книця являє собою Г-подібно вигнуту штабу, між її вертикальною частиною і шпангоутом вкладається дерев'яна деталь — чака металевої книці (заповнювач). Знизу банку підтримує стійка, що з'єднує її з кільсоном.
Кількість банок залежить від типу і розмірів шлюпки. Банки мають свої назви: розташована ближче до носа називається носовою (баковою), розташована ближче до кормового сидіння — загрібною (кормовою), розташовані між ними банки — середніми, банку, через яку проходить щогла, називають щогловою. Для закріплення щогли на щогловій банці встановлюється намітка — відкидна металева скоба на шарнірі; один кінець намітки закріплений на щогловій банці, другий, відкидний, кріпиться до банки нагелем. Підйомна чи відкидна банка — поперечна дошка, що накладається своїми кінцями на поздовжні дошки (бічні місця) кормового сидіння шлюпок при їх спуску і підйомі. У середині підйомної банки є обойма ланцюгового підйома, аналогічна обоймам на звичайних банках і кормовому сидінні: через нього під час спуску і підйому шлюпки проходить ланцюговий підйом.
Деякі надувні човни мають знімні складані банки, які прибираються перед здуванням човна для його зберігання або транспортування.
На старовинних вітрильних кораблях банкою називався простір між двома суміжними бортовими гарматами, а також койка в лазареті, шпиталі. Також банкою можуть називати будь-яку складану лавку на судні.